# La Souche
La Souche település Franciaországban, Ardèche megyében. Lakosainak száma 384 fő (2022. január 1.). La Souche Barnas, Borne, Jaujac, Laboule, Mayres, Thueyts és Valgorge községekkel határos.

## Népesség
A település népességének változása:
| Lakosok száma | 385  | 312  | 288  | 335  | 361  | 366  | 370  | 372  | 376  | 384  |
|               | 1968 | 1982 | 1990 | 2006 | 2013 | 2015 | 2017 | 2019 | 2020 | 2022 |